# Stretching (piercing)

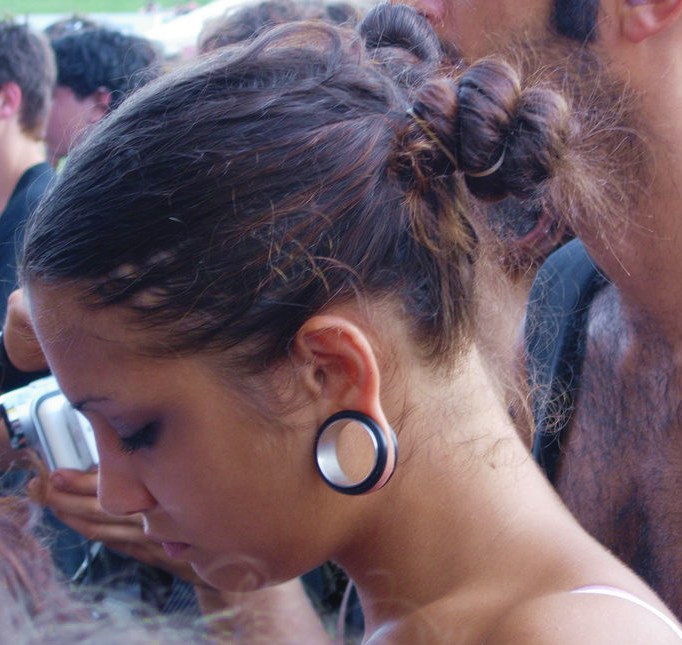
Ragazza con lobo dilatato che indossa un flesh tunnel

Lo stretching (in inglese "dilatare") o dilatazione del piercing indica la pratica di allargare il diametro di un piercing successivamente alla perforazione e alla cicatrizzazione, al fine di inserire gioielli di maggiori dimensioni.
La forma più comune di dilatazione è quella al lobo dell'orecchio, ma è possibile dilatare praticamente ogni tipo di piercing, compresi labbra, naso, guance, capezzoli, genitali, ecc.

## Storia

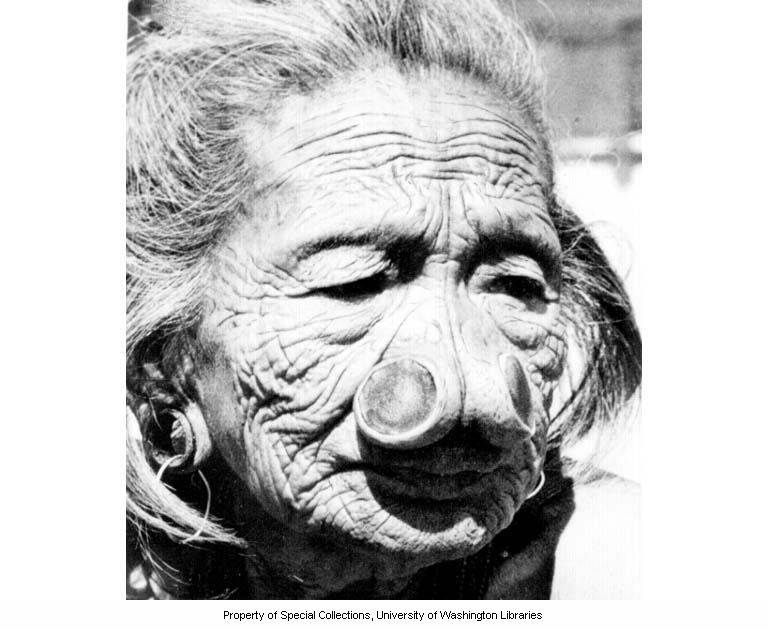
Anziana donna Apatani con dilatazione dei fori delle narici

La pratica della dilatazione del foro di un piercing si attesta nella storia dell'umanità connessa principalmente a pratiche tribali quali ad esempio il disco labiale e il Tembetá, in uso presso molte popolazioni africane e sudamericane, nel qual caso viene dilatato il foro del labbro con l'inserimento di "dischi" o "tappi" di ampie dimensioni.
In India tale pratica è connessa con la foratura della narice, dove presso alcune popolazioni come ad esempio gli Apatani, prevede la dilatazione con l'inserimento di grossi "tappi".

## Procedura
La procedura della dilatazione di un piercing consta di due fasi:
1. Dilatazione dei tessuti.
2. Riposo e rilassamento dei tessuti per permettere una corretta cicatrizzazione.

Questo processo viene ripetuto nel tempo aumentando ciascuna volta il diametro del dilatatore e di conseguenza del foro.
Tra una dilatazione e l'altra è importante attuare un'accurata cura del lobo (o della zona dilatata) per evitare il manifestarsi di complicanze.

## Metodi

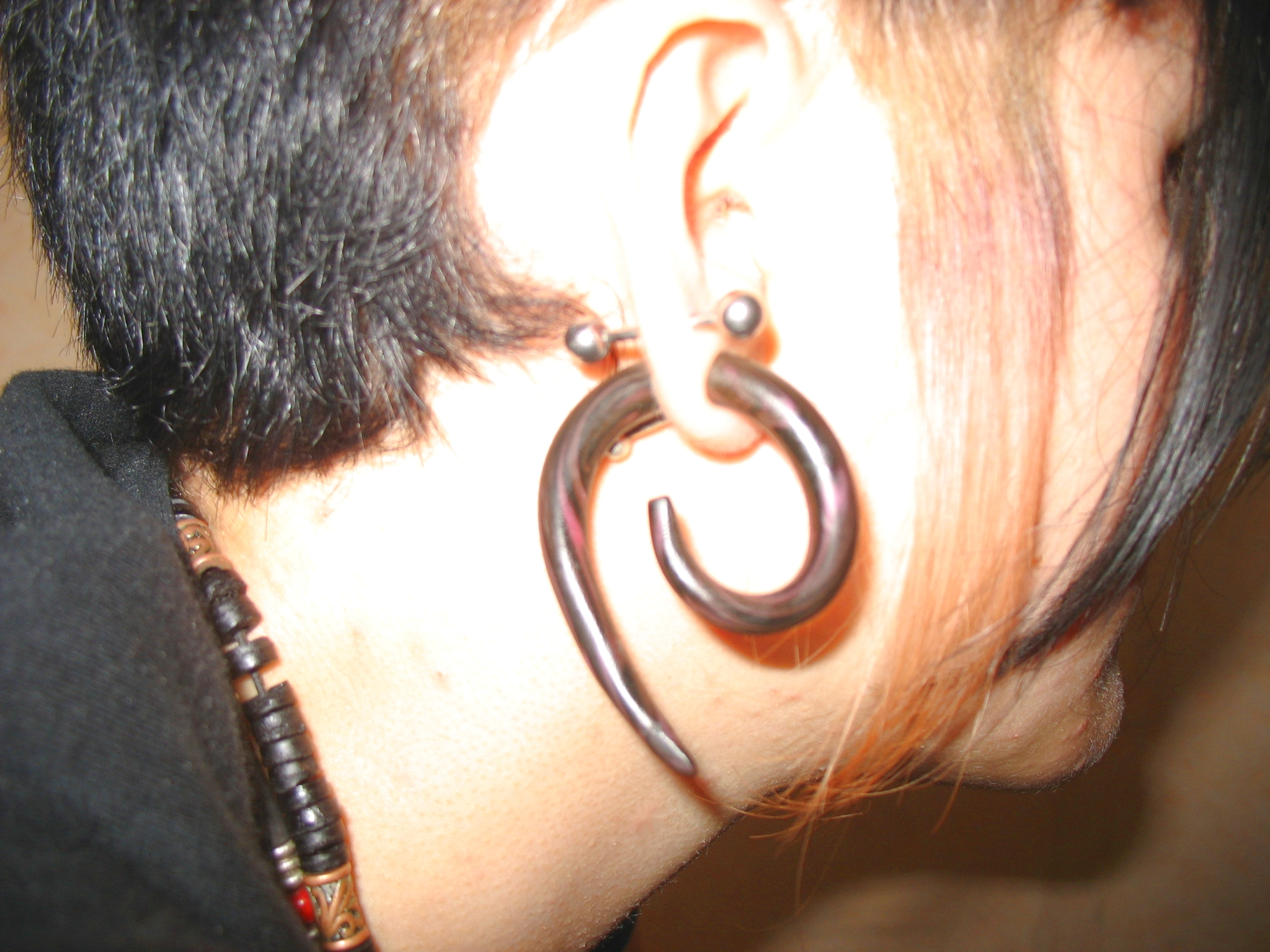
Dilatatore

Esistono vari metodi per poter dilatare il buco di un piercing:
- Pesi: consiste nell'appendere al piercing oggetti sempre più grandi e pesanti, in tal modo il tessuto cutaneo si estende gradualmente. Con tale tecnica la dilatazione è lenta e graduale, ma porta ad una dilatazione spesso irregolare.
- Scalpelling: consiste nel taglio del tessuto cutaneo con un bisturi chirurgico quindi l'inserimento della gioielleria con l'aiuto di un cono o spirale. Lo scalpelling è attualmente praticato da un numero limitato di piercer.
- Dermal punch: consiste nel rimuovere una porzione circolare di tessuto attraverso un punzone.
- Taper: è il metodo più comune utilizzato nella pratica dello stretching e consiste nel dilatare il buco (una volta cicatrizzato) tramite un plug/tunnel, solitamente di acciaio inossidabile chirurgico, o un oggetto comune della medesima forma. Con questa pratica il foro viene dilatato lentamente: 1 mm al mese per il lobo, per cartilagini e altri fori occorre più tempo, nel qual caso si utilizzano flesh tunnel.
- Dead stretching: Questo metodo consiste nell'attendere semplicemente che il foro si auto-stretchi, magari utilizzando tunnel in acciaio che hanno un peso maggiore rispetto ai gioielli in altri materiali. Può richiedere tempi d'attesa più lunghi, in quanto il tessuto può impiegare un po' di tempo ad essere pronto ad accogliere il gioiello più largo. È il metodo che espone a meno rischi.
- Utilizzo di nastro: consiste nell'aggiungere del nastro (ad esempio da bondage, ma viene utilizzato anche PTFE) ogni 2-3 giorni sul proprio gioiello, si può giungere gradualmente alla misura desiderata senza però forzare come avverrebbe con un plug/tunnel.

## Possibili conseguenze
- Se il gioiello viene rimosso, il buco si ridurrà di diametro nel corso di giorni, settimane e mesi, e se il lobo rimane senza gioiello la pelle non si riformerà correttamente, ciò è possibile evitarlo indossando gradualmente gioielli di diametro via via inferiore.
- Se la pelle attorno al piercing diventa molto sottile bisogna smettere di dilatare. Il modo più semplice per ispessire il tessuto è di rimpicciolire il buco utilizzando gioielli più piccoli per due/tre settimane. Questa pratica è chiamata downsize.
- Durante la dilatazione può capitare che il buco si allarghi "da solo", poiché il gioiello è troppo pesante o perché si subiscono troppe sollecitazioni esterne.
- Si può verificare una perdita di sensibilità al tessuto per via di danni al sistema nervoso. Tuttavia, la sensibilità ritorna normalmente nel giro di 6-12 mesi.
- Nei casi più gravi ci possono anche essere danni ai vasi sanguigni, con una conseguente perdita di circolazione, nel qual caso il tessuto può necrotizzare o indebolirsi.
- Un problema che si può presentare se si allarga troppo velocemente il lobo è la formazione di un "labbro" dietro il piercing chiamato blow out[Tradurre in italiano], nel qual caso si renderebbe necessario ridimensionare immediatamente il buco, e consentire alla pelle di riassorbire il tessuto deformato.
- Si possono verificare piccole abrasioni e pus, a seconda della gravità della ferita, che potrebbe richiedere da una semplice pulizia e un bendaggio, all'applicazione di una crema apposita. Per evitarlo si utilizzano gioielli sterili o gioielli disinfettati e sterilizzati tramite bollitura.

## Gioielleria

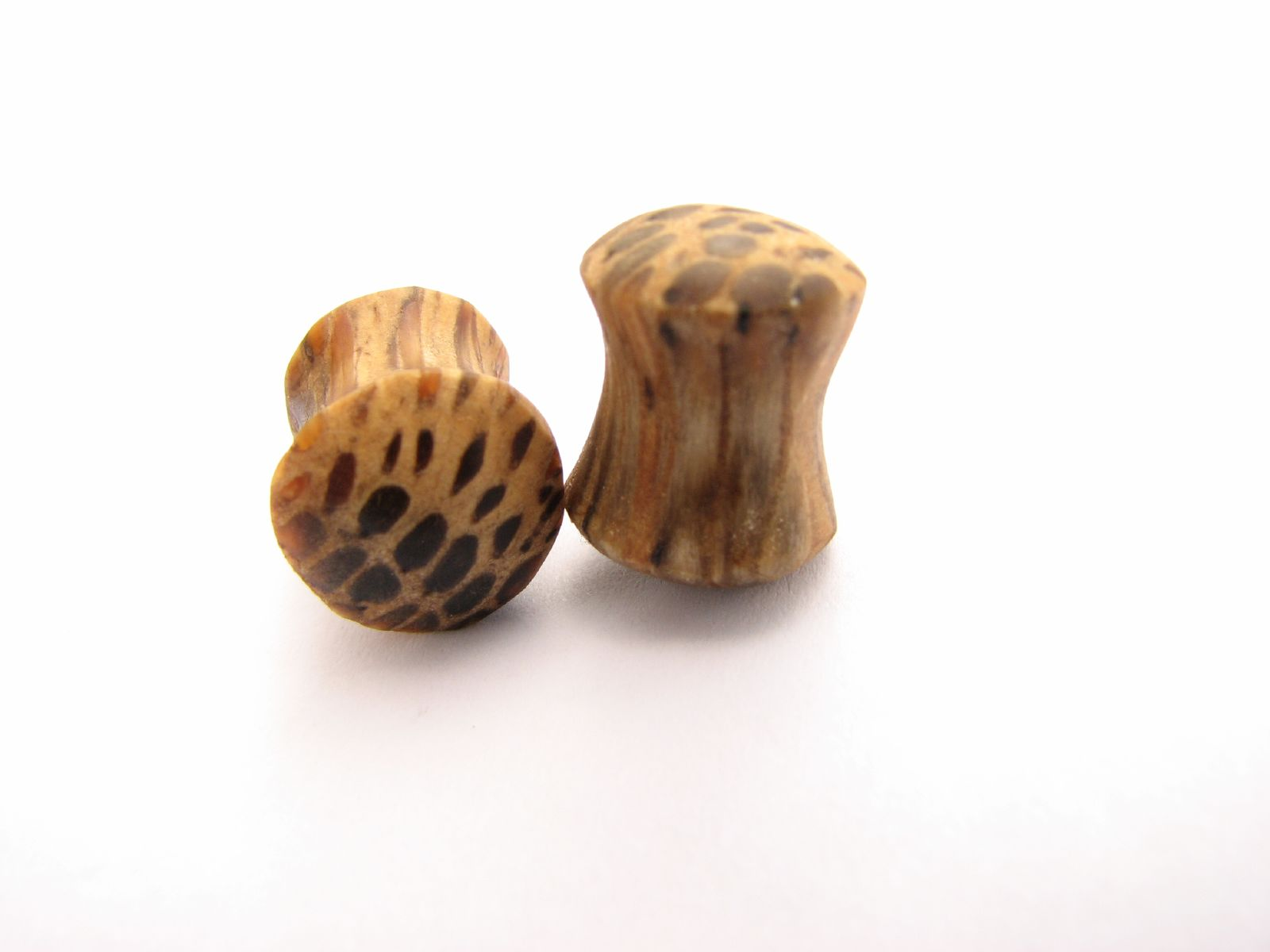
Plugs

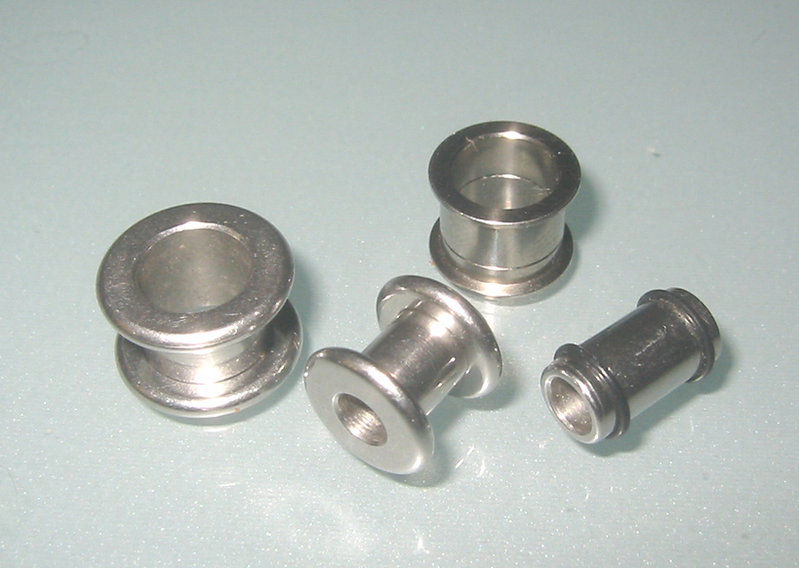
Flesh Tunnel

Ci sono varie tipologie di dilatatori che presentano caratteristiche differenti:
- Plug
- Flesh tunnels
- Taper
- Spirali

I dilatatori sono costruiti in diversi materiali. I più utilizzati sono:
- acciaio chirurgico
- titanio
- pyrex

Altri materiali vengono normalmente utilizzati solo a foro guarito e non durante la fase di dilatazione, perché essendo porosi favoriscono il ristagno di batteri.
Questi materiali sono:
- osso
- legno
- pietra
- cernit
- acrilico
- silicone